# Justin Rose
Justin Peter Rose MBE (Johannesburg, 30 juli 1980) is een Britse golfprofessional die momenteel uitkomt op de PGA Tour en Europese PGA Tour.
Rose brak in 1999 door bij het grote publiek door als amateur een vierde plaats te behalen op The Open Championship. Inmiddels heeft Rose reeds elf overwinningen behaald op de PGA Tour, waaronder één major titel met de US Open in 2013, en acht overwinningen op de Europese PGA Tour. Daarnaast won hij op de Olympische Zomerspelen in 2016 de gouden medaille op het golftoernooi.
In september 2018 werd Rose de 22e speler die de nummer 1-positie op de Official World Golf Ranking behaalde. Verdeeld over meerdere periodes heeft hij in totaal 13 weken aan de top van deze ranking gestaan.

## Jeugd en amateurcarrière
Rose werd geboren in Zuid-Afrika als zoon van Engelse ouders. Het gezin verhuisde terug naar Engeland toen Rose vijf was en hij begon met golfen op Tylney Park Golf Club. Daarna ging hij naar Southwood Golf Club, Hartley Wintney Golf Club en uiteindelijk North Hants Golf Club. Al deze golfclubs waren in de buurt van zijn toenmalige huis in Hook, Hampshire.
Als 17-jarige speelde Rose mee in de Walker Cup namens het Verenigd Koninkrijk. Niet veel later ging hij van onbekende amateur naar wereldberoemdheid toen hij in 1998 een uitnodiging kreeg voor The Open Championship op de Royal Birkdale Golf Club. Rose haalde de cut en eindigde het majortoernooi op een gedeelde vierde plaats, met slechts 2 slagen achterstand op winnaar Mark O'Meara. Hij kreeg voor zijn prestaties als de beste amateur de Silver Medal, en besloot de dag na het toernooi om professional te worden.

## Professionele carrière
Zijn succes op The Open kon Rose in zijn eerste periode als professional geen vervolg geven, waardoor hij in zijn eerste 21 toernooien geen enkele maal de cut wist te halen. Hierdoor miste hij ook de Q-school van de Europese PGA Tour. Een jaar daarop probeerde Rose het opnieuw, en ditmaal kon hij met een vierde plaats op het kwalificatietoernooi wel imponeren en een Tour-kaart verdienen. Zijn eerste seizoen op de Tour verliep moeizaam, en Rose slaagde er niet in om zijn Tour-kaart te behouden. Hij nam opnieuw deel aan het kwalificatietoernooi, waar hij 9e werd en weer een Tour-kaart kreeg.
Ondanks zijn vormproblemen in het begin van zijn carrière, werd Rose sinds 2001 al snel een vaste waarde op de Europese Tour. Hij startte het seizoen met opeenvolgende tweede plaatsen in Zuid-Afrika en eindigde het jaar in de top-40 van de Order of Merit. In 2002 won hij zijn eerste professionele toernooi op het Dunhill Championship in Zuid-Afrika, en volgde dit op met nog drie overwinningen in datzelfde jaar. Hij won namelijk ook de Nashua Masters, op de Japan Golf Tour zegevierde hij op The Crowns Tournament en won zijn tweede Europese PGA Tour-titel op de Victor Chandler British Masters.
In 2003 bereikte Rose de 33e plaats op de Official World Golf Ranking, en had hij genoeg winstpremies verdiend om een PGA Tour-kaart te verdienen. In 2004 speelde hij, naast enkele toernooien op de Europese PGA Tour, voornamelijk in de Verenigde Staten op de PGA Tour. Hij had geen geweldig jaar en zakte weg uit de top 50 van de wereldranglijst, maar hij kon toch zijn Tour-kaart behouden door voldoende winstpremies te verdienen. In het begin van 2005 daalde hij nog verder op de ranking, en in maart kondigde hij aan dat hij zou stoppen met de Europese Tour om zich te concentreren op het spelen op de PGA Tour. Dit had geen duidelijk effect op zijn slechte vorm en halverwege het jaar was hij uit de top 100 van de wereld gevallen. In augustus van dat jaar maakte hij een ommezwaai door aan te kondigen dat hij van plan was om terug te keren op de Europese Tour en volgde hij dit op met enkele goede toernooiresultaten.
Na enkele goede resultaten in het najaar van 2006 wist Rose in november de Australian Masters te winnen, wat zijn eerste winst in vier jaar tijd was. Door zijn verbeterde spel, waaronder een top 5-finish op het Masters Tournament in 2007, zorgde hij ervoor dat hij opklom naar een 26e plaats op de wereldranglijst. Rose verloor op het PGA Championship een play-off voor de majortitel, maar kwam hierdoor wel voor het eerst in de top twintig van de wereldranglijst te staan. In oktober van dat jaar stond hij zelfs 12e en was hij de hoogst genoteerde Britse golfer. Eind dat jaar won Rose de Volvo Masters, waarmee hij ook de Order of Merit leidde op de Europese PGA Tour. Een 6e plaats op de wereldranglijst maakte hem voor het eerst de best geplaatste Europese golfer.
Na twee magere jaren wist Rose in 2010 opnieuw zijn goede vorm terug te vinden.Op het Memorial Tournament haalde hij zijn eerste PGA Tour-titel, en niet veel later won Rose ook de AT&T National. In 2011 zette Rose zijn succes voort, door zich een deelname aan de FedEx Cup play-offs te verzekeren. In september 2011 speelde Rose het BMW Championship, de derde van de vier FedEx Cup playoff-toernooien, waar hij met twee slagen voorsprong won van John Senden. In 2012 scoorde Rose op het WGC-Cadillac Championship zijn grootste overwinning van zijn carrière, door Bubba Watson af te houden en de titel te behalen. Niet veel later boekte Rose zijn beste prestatie ooit in een majortoernooi door als gedeeld derde te eindigen op het PGA Championship. Op zijn tweede Ryder Cup in september 2012 speelde Rose een belangrijke rol in Team Europa's comeback tegen de Verenigde Staten. en een maand later won hij de Turkish Airlines World Golf Final door Lee Westwood met één slag te verslaan in de finale. 
In juni 2013 behaalde Rose zijn grootste overwinning uit zijn carrière door de US Open op zijn naam te schrijven. Na een spannende finale tussen hem en Phil Mickelson won Rose het toernooi met twee slagen voorsprong op Mickelson en Jason Day. In juni 2014 won Rose met de Quicken Loans National zijn zesde PGA Tour-titel, en twee weken later won Rose ook de Aberdeen Asset Management Scottish Open op de Europese Tour. Op de Ryder Cup in september 2014 was Rose de best scorende speler en zorgde hij mede voor de overwinning van Team Europa. 
Op het Masters Tournament in 2015 eindigde Rose op een gedeelde tweede plaats met Phil Mickelson achter winnaar Jordan Spieth. Twee weken later won hij zijn zevende PGA Tour-toernooi op de Zurich Classic of New Orleans. Hij sloot het jaar in stijl af door in oktober het UBS Hong Kong Open op de Europese PGA Tour te winnen.
In 2016 kwalificeerde Rose zich als een van de spelers die namens het Verenigd Koninkrijk deel mochten nemen aan het golftoernooi van de Olympische Zomerspelen in Rio de Janeiro. Hij baarde op de openingsdag reeds opzien door als eerste golfer ooit op een Olympisch toernooi een hole-in-one te slaan. Op de laatste speeldag stond Rose gedeeld aan de leiding samen met Henrik Stenson, maar door een betere slotronde behaalde Rose de gouden medaille voor het Verenigd Koninkrijk. 
In april 2017 leek Rose op weg naar een tweede majortitel, door samen met Sergio García aan de leiding te gaan na 54 holes op het Masters Tournament. Hij verloor uiteindelijk van García in een sudden-death play-off. In oktober van dat jaar kwam Rose van een achterstand van 8 slagen terug op het WGC-HSBC Champions. Mede door een slechte laatste ronde van leider Dustin Johnson won Rose met twee slagen voorsprong. Laat in het jaar won Rose ook de Turkish Airlines Openop de Europese Tour en de Indonesian Masters op de Aziatische Tour.
In mei 2018 won Rose de Fort Worth Invitational op de PGA Tour. Twee maanden later, in juli, werd Rose tweede met een score van zes-onder-par op The Open Championship. In september 2018 was Rose op dreef tijdens de FedEx Cup play-offs. Hij werd tweede op het Dell Technologies Championship en verloor een play-off van Keegan Bradley op het BMW Championship. Op het laatste toernooi van de FedEx Cup, het Tour Championship, werd Rose gedeeld vierde en won hij daarmee voor het eerst de FedEx Cup. Zijn prestaties leidden er ook toe dat Rose voor het eerst in zijn carrière naar de eerste plaats op de Official World Golf Ranking steeg. In september 2018 won Rose voor de vierde keer de Ryder Cup met het Europese team, en in november 2018 verdedigde Rose met succes zijn titel op het Turkish Airlines Open.
In januari 2019 won Rose de Farmers Insurance Open op de PGA Tour, maar dit bleek zijn laatste wapenfeit voor een langere tijd. Tussen januari 2019 en februari 2023 wist Rose geen toernooien meer te winnen, en zakte hij verder weg op de wereldranking. In februari 2023 maakte Rose een einde aan een vier jaar durende reeks zonder overwinning toen hij de AT&T Pebble Beach Pro-Am won. Hij schoot een laatste ronde 66 om te winnen met drie slagen voorsprong op Brendon Todd en Brandon Wu.
In september 2023 werd Rose door teamcaptain Luke Donald gekozen voor zijn zesde Ryder Cup. Het Europese team won met 16,5-11,5 en voor Rose betekende dit zijn vijfde Ryder Cup-overwinning.

## Gewonnen toernooien

### PGA Tour
- Memorial Tournament (2010)
- AT&T National / Quicken Loans National (2010, 2014)
- BMW Championship (2011)
- WGC-Cadillac Championship (2012)
- US Open (2013)
- Zurich Classic of New Orleans (2015)
- WGC-HSBC Champions (2017)
- Fort Worth Invitational (2018)
- Farmers Insurance Open (2019)
- AT&T Pebble Beach Pro-Am (2023)

### Europese PGA Tour
- Dunhill Championship (2002)
- Victor Chandler British Masters (2002)
- MasterCard Masters (2006)
- Volvo Masters (2007)
- Aberdeen Asset Management Scottish Open (2014)
- UBS Hong Kong Open (2015)
- Turkish Airlines Open (2017, 2018)

### Japan Golf Tour
- The Crowns (2002)

### Aziatische Tour
- Indonesian Masters (2017)

### Sunshine Tour
- Nashua Masters (2002)

### Kampioenschappen
- Ryder Cup (2010, 2012, 2014, 2018, 2023)

### Overige overwinningen
- Turkish Airlines World Golf Final (2012)
- Olympisch golftoernooi (2016)